# Michael Novales
Michael Novales (Makati City, 13 april 1985) is een Filipijns kunstschaatser. Novales is de eerste schaatser, die namens de Filipijnen aan een ISU kampioenschap heeft deelgenomen. Dit evenement was het Viercontinentenkampioenschap 2006. Hij eindigde hier als 14e. Bij de Wereldkampioenschappen kunstschaatsen 2006 strandde Novales in de kwalificatieronde.
Michael Novales, die in de Verenigde Staten woont, schaatst sinds 2005 voor de Filipijnen. In de Verenigde Staten deed hij mee aan het Amerikaans kampioenschap kunstschaatsen in 2002 en 2003. Hij eindigde respectievelijk als negende en zevende. In 2005 was Novales de Amerikaanse college kampioen op junior niveau. Hij werd in deze periode gecoacht door John Nicks en Russ Scott.